# Quintette à vent
 (mai 2023).
Si vous disposez d'ouvrages ou d'articles de référence ou si vous connaissez des sites web de qualité traitant du thème abordé ici, merci de compléter l'article en donnant les références utiles à sa vérifiabilité et en les liant à la section « Notes et références ».
Pour les articles homonymes, voir Quintette à vent (homonymie).

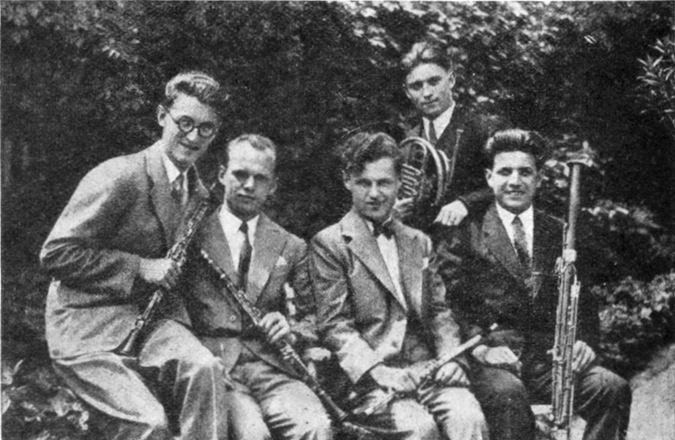
Le Quintette à vent de Prague (vers 1931)

En musique classique, le quintette à vent est un ensemble de musique de chambre composé d'une flûte, d'un hautbois, d'une clarinette, d'un cor et d'un basson ou d'un autre instrument de chaque famille : piccolo, cor anglais, clarinette basse, contrebasson.
Le quintette à vent désigne également l'œuvre musicale dédiée à ce type de formation. Son répertoire spécifique s'est développé à partir des Trois quintettes concertants, op. 4, de Giuseppe Cambini en 1802, suivi des vingt-cinq quintettes d'Anton Reicha, s'enrichissant jusqu'à nos jours avec les Trois pièces brèves de Jacques Ibert, La Cheminée du Roi René de Darius Milhaud ou les Six Bagatelles de György Ligeti.
Au début du XIXe siècle, le perfectionnement de la facture instrumentale des vents, particulièrement avec le système Boehm pour les bois, permet une meilleure homogénéité de la tessiture de chacun des instruments et un meilleur équilibre sonore entre eux. Parmi les innombrables combinaisons possibles, l'association d'une flûte traversière, d'un hautbois, d'une clarinette, d'un cor et d'un basson a toujours semblé la meilleure pour obtenir une multitude de fusions, de couleurs, de panachages et d'harmonie.

## Origine
Dès le Moyen Âge puis à la Renaissance, il existe des ensembles à vent formés de consorts de flûtes à bec ou de chalemies, parfois mêlés de cuivres comme les sacqueboutes ou les cornets à bouquin. Leur répertoire est presque exclusivement constitué par des adaptations de musique polyphonique vocale ou de musique de danse.
Si la période baroque fait la part belle aux ensembles de cordes petits ou grands, des duos, trios, quatuors et au-delà, de flûtes, hautbois, bassons ou cors, fleurissent avec Lully, Philidor, Boismortier,Telemann, Zelenka, Haendel. Ces ensembles sont presque toujours accompagnés d’une basse continue (basson, violoncelle et clavecin, orgue), mais les instruments à vent rivalisent avec les cordes dans les Concerti con molti strumenti de Vivaldi, intégrant la clarinette naissante, ou les Concertos brandebourgeois de Bach : 3 cors, 2 hautbois, 1 basson, 1 violon piccolo pour le premier, 1 trompette, 1 flûte à bec, 1 hautbois, 1 violon solo pour le deuxième.
Les nombreux ensembles à vent de la fin du XVIIIe siècle comportent très peu de flûtes traversières. Les compositeurs de la période classique, Haydn, Mozart, Beethoven ou Schubert préfèrent l'équilibre des sextuors (2 hautbois ou 2 clarinettes, 2 cors et 2 bassons) et des octuors formés des huit instruments. Mozart et Beethoven composent des quintettes pour piano, hautbois, clarinette, cor et basson, mais les prémices du quintette à vent apparaissent avec le Quintette de Johann Georg Albrechtsberger  (1736–1809) pour 2 hautbois, clarinette, cor et basson, ou le Quintette en mi bémol majeur d'Antonio Rosetti (ca. 1750–1792) pour flûte, hautbois, cor anglais, clarinette et basson.

## Les premiers quintettes à vent
Au tout début du XIXe siècle, en 1802, sont édités les Trois quintettes concertants, op. 4, de Giuseppe Cambini, premières partitions originales connues pour flûte, hautbois, clarinette, cor et basson. Suivent les trente-six quintettes d’Anton Reicha (dont les vingt-cinq quintettes à vent op. 88, 91, 99 et 100  et un sans opus entre 1811 et 1824) et les neuf quintettes de Franz Danzi (op. 56, 67 et 68, 3 par opus, entre 1821 et 1824). Les trois quintettes op. 81 de George Onslow (1851), et le Quintette en sol mineur du flûtiste Paul Taffanel (1878) sont toujours au répertoire.
On notera également les œuvres de compositeurs moins connus :
- Johann Georg Lickl (1769–1843), un quintette
- Giulio Briccialdi (1818–1881), trois quintettes
- Peter Rasmussen (1838–1913), un quintette
- August Klughardt (1847–1902), un quintette

## Promotion du répertoire et de la formation
Afin d'assurer la diffusion de ce répertoire et de permettre à ce type de formation de se faire entendre, des concours internationaux sont organisés comme ceux de Marseille (Concours international de quintette à vent Henri-Tomasi tous les deux ans), Lyon (Concours international de musique de chambre de Lyon tous les quatre ans pour la formation quintette à vent), Belgrade ou Munich (concours international de musique de l'ARD).

## L'âge d'or
Au XXe siècle, presque tous les grands compositeurs, exploitant l'excellence et la virtuosité des instrumentistes à vent, écrivent pour cette formation de musique de chambre :
- Aubade en quintette (1874), Émile Pessard (1843-1917)
- Quintette op. 43 (1921-22), Carl Nielsen (1865-1931)
- Kleine Kammermusik op. 24 n° 2 (1922), Paul Hindemith (1895-1963)
- Deux Pièces (1924), Guy Ropartz (1864-1955)
- Quintette op. 26 (1924), Arnold Schoenberg (1874-1951)
- Variations sur un thème corse (1925) et Cinq danses profanes et sacrées, pour quintette à vent (1959), Henri Tomasi (1901-1971)
- Quintette à vent (1928), Roberto Gerhard (1896-1970)
- Quinteto em forma de chôros pour flûte, hautbois, clarinette, cor anglais ou cor et basson (1928), Heitor Villa-Lobos (1887-1959)
- 2 quintettes (1929), Henk Badings (1907-1987)
- Trois pièces brèves (1930), Jacques Ibert (1890-1962)
- Sextuor pour quintette à vent et piano (1932-1933, 1939), Francis Poulenc (1899-1963)
- Suite pittoresque (1936), Paul Pierné (1874-1952)
- La Cheminée du Roi René, op. 205 (1939), Divertissement op. 299b (1958) et Quintette pour instruments à vent op. 443 (1973), Darius Milhaud (1892-1974)
- Allegro and Arioso pour cinq instruments à vent (1942), Ingolf Dahl (en) (1912-1970)
- Three Shanties (1943), Malcolm Arnold (1921-2006)
- Sérénade pour quintette à vent avec hautbois principal (1945), André Jolivet (1905-1974)
- Quintette à vent no 1 en mi majeur (1948) et no 2 (1984 ou 1987), Jean Françaix (1912-1997)
- Quintette (1948), Elliott Carter (1908-2012)
- Opus Number Zoo (Jeux d’enfants) (1951, révisé en 1970), Luciano Berio (1946-2003)
- Serenade (1951), Antiche danze ungheresi del 17. secolo (1959), et Lavotianna, Ferenc Farkas (1905-2000)
- Quintette (1952), Hans Werner Henze (1926-2012)
- Chants alizés op. 125 (1952), Florent Schmitt (1870-1958)
- Six Bagatelles (1953), György Ligeti (1923-2006)
- Summer Music op. 31 (1955-1956), Samuel Barber (1910-1981)
- Zeitmaße (en) pour flûte, hautbois, cor anglais, clarinette et basson (1955–1956), Adieu pour Wolfgang Sebastian Meyer (1966), et Rotary Wind Quintet (en) (1997), Karlheinz Stockhausen (1928-2007)
- Minnelieder (1956), R. Murray Schafer (1933-2021)
- Quintet for Winds (1978), John Harbison (1938-)
- Une nuit à Brocéliande pour quintette à vent (2008), Pierre Angot (1958-)

À ces pièces, s’ajoutent les œuvres de compositeurs contemporains, moins connus, mais dont les œuvres montrent la vitalité des quintettes à vent modernes : Hermann Ambrosius (en), Nicolaï Berezowsky, Arthur Egidi (de), Emil Kühnel, Karl Rorich, James Waterson, Robert Piéchaud ou Carli Zöller (ca).